# جورج شميدت
جورج شميدت (بالألمانية: Georg Schmidt)‏ (مواليد 7 أبريل 1927) هو لاعب كرة قدم.

## روابط خارجية
- جورج شميدت على موقع عالم كرة القدم.نت (الإنجليزية)